# Katechizm Płocki
Katechizm Płocki – inicjatywa podjęta 14 października 2004 w diecezji płockiej przez jej biskupa ordynariusza Stanisława Wielgusa.
Miała ona na celu wyjaśnianie skomplikowanych twierdzeń zawartych w Katechizmie Kościoła Katolickiego. Przez ponad pięć lat, od lutego 2005 we wszystkich kościołach diecezji przed niedzielnymi mszami czytane były kilkuminutowe lekcje ułatwiające zrozumienie prawd wiary chrześcijańskiej. Wszystkie katechezy zostały też wydane w formie książkowej.
W składzie zespołu opracowujących Katechizm Płocki znaleźli się: biskup Roman Marcinkowski (przewodniczący), ks. Daniel Brzeziński, ks. Ryszard Czekalski, ks. Kazimierz Dziadak, ks. Janusz Kochański, ks. Adam Łach, ks. Tomasz Opaliński, ks. Henryk Seweryniak.
W maju 2006 tej idei pogratulował bp. Stanisławowi Wielgusowi papież Benedykt XVI. Inicjatywa została zakończona 15 sierpnia 2010.